# Georges Fréset
 (février 2023).
- Si vous ne connaissez pas le sujet, laissez ce bandeau (vous pouvez alors contacter les auteurs).
- Si vous supprimez le contenu mis en cause (vous pouvez préalablement contacter les auteurs),

argumentez précisément cette suppression dans la page de discussion
(un manque de référence n'est pas un argument ; une recherche réelle de référence doit avoir été effectuée, être formellement documentée).
Georges Fréset, né le 22 juillet 1894 à Luxeuil-les-Bains (Haute-Saône) et mort le 25 juillet 1975 à Bourbonne-les-Bains (Haute-Marne), est un peintre naturaliste, paysagiste, graveur, et illustrateur français.

## Biographie

### L'enfance à Belverne et les études à Vesoul (1894-1919)
Orphelin dès l'âge de deux ans, Georges Eugène Fréset est recueilli par une famille protestante et passe son enfance dans le petit village franc-comtois de Belverne dans le canton d'Héricourt. Il rentre dans sa ville natale de Luxeuil-les-Bains pour y poursuivre ses études d'instituteur. Il est reçu premier à l'École Normale d'Instituteurs de Vesoul en 1905.
Pupille de l'État, Georges Fréset est mobilisé durant la Première Guerre mondiale dans l'Infanterie. Il refuse un poste d'officier, préférant faire valoir ses connaissances de terrain en restant agent de liaison. Il est blessé lors de la Campagne de Salonique menée en Macédoine grecque. Il termine la guerre en France, décoré de la Croix de guerre, de la médaille militaire et de la médaille d'Orient. 
À son retour de la guerre, Georges Fréset achète sa première boîte de peinture en 1919. À l'École Normale comme au collège de Luxeuil, ses talents de dessinateur se sont confirmés. ll trouve son inspiration dans la nature.

### Le mariage aux Larmets et l'essor de son art (1920-1945)
Il se marie en 1920 avec Maria Jeanne Irène Balandier, institutrice. Ils s'installent dans le hameau des Larmets, de la commune de Fresse en Haute-Saône. Ils auront deux filles.
En 1921, Georges Fréset présente ses compositions pour la première fois à Luxeuil-les-Bains lors d'une exposition de peintres franc-comtois[réf. souhaitée]. Il rencontre Jules Adler, professeur à l'École des Beaux-Arts de Paris, peintre naturaliste français et président du Jury, se lie d'amitié avec lui et étudie à ses côtés. En 1926, se crée la Société Belfortaine des Beaux-Arts[source insuffisante], qui organise chaque année jusqu'à la Seconde Guerre mondiale des expositions aux musées de Belfort. Georges Fréset y participe[réf. nécessaire].
Il expose à Langres, la première fois en 1927, aux côtés de Jules Adler, Jules-René Hervé et René-Xavier Prinet, mais aussi de Gustave Alaux. Lle jury lui décerne une mention honorable[réf. souhaitée]. Après avoir reçu la médaille de bronze en 1929, puis de vermeil en 1932, le jury de 1935 lui décerne une médaille d’or[réf. nécessaire] lors de son exposition aux côtés de Robert Fernier et Clément Serveau.
En 1932, René Begeot écrit dans Le Pays Comtois : 
En 1928, Georges Eugène Fréset devient sociétaire du Salon des artistes français à Paris et y expose régulièrement jusqu'en 1939. Il y obtient une médaille d'honneur en 1936[réf. souhaitée]. En 1933, il forme[réf. souhaitée] « l'Amicale Artistique Franc-Comtoise des Cinq »[source insuffisante] avec André Beuret, Maurice Ehlinger, César Mammes, André Roz, tous élèves de Jules Adler, avec qui il expose à Besançon, Belfort, Dijon, Héricourt, Lure, Luxeuil et Vesoul[réf. souhaitée]. Georges Fréset expose deux toiles à l’Exposition universelle de 1937[réf. souhaitée] qui se tient à Paris.
Il étoffe son œuvre en s’essayant à la gravure sur bois, la xylographie, sur des sujets toujours inspirés de la nature vosgienne[réf. souhaitée]. Il fournit des illustrations au journal Le Pays Comtois, mais aussi pour les ouvrages de son ami écrivain Marcel Donjon, comme Geneviève Desforêts (prix Pro Arte 1924) et Les Caresses (1937).
Georges Fréset passe la guerre entre 1939 et 1945 dans sa Franche-Comté natale. 

### La retraite à Bourbonne et la confirmation (1945-1975)
Georges Fréset s'installe en 1945 à Bourbonne-les-Bains en Haute-Marne, où sa femme a des attaches, et où il se lie avec René-Xavier Prinet[réf. nécessaire], membre de l'Académie des Beaux-Arts et résident de Bourbonne ; il devient son élève[réf. nécessaire]. Cette rencontre fut également déterminante dans sa quête pour la représentation de la beauté, de la douceur et de la complexité de la nature[non neutre], et en particulier pour les premiers plans des sous-bois pris au ras du sol. Georges Fréset se qualifie lui-même « peintre des fleurs champêtres et sylvestres »[source secondaire nécessaire].

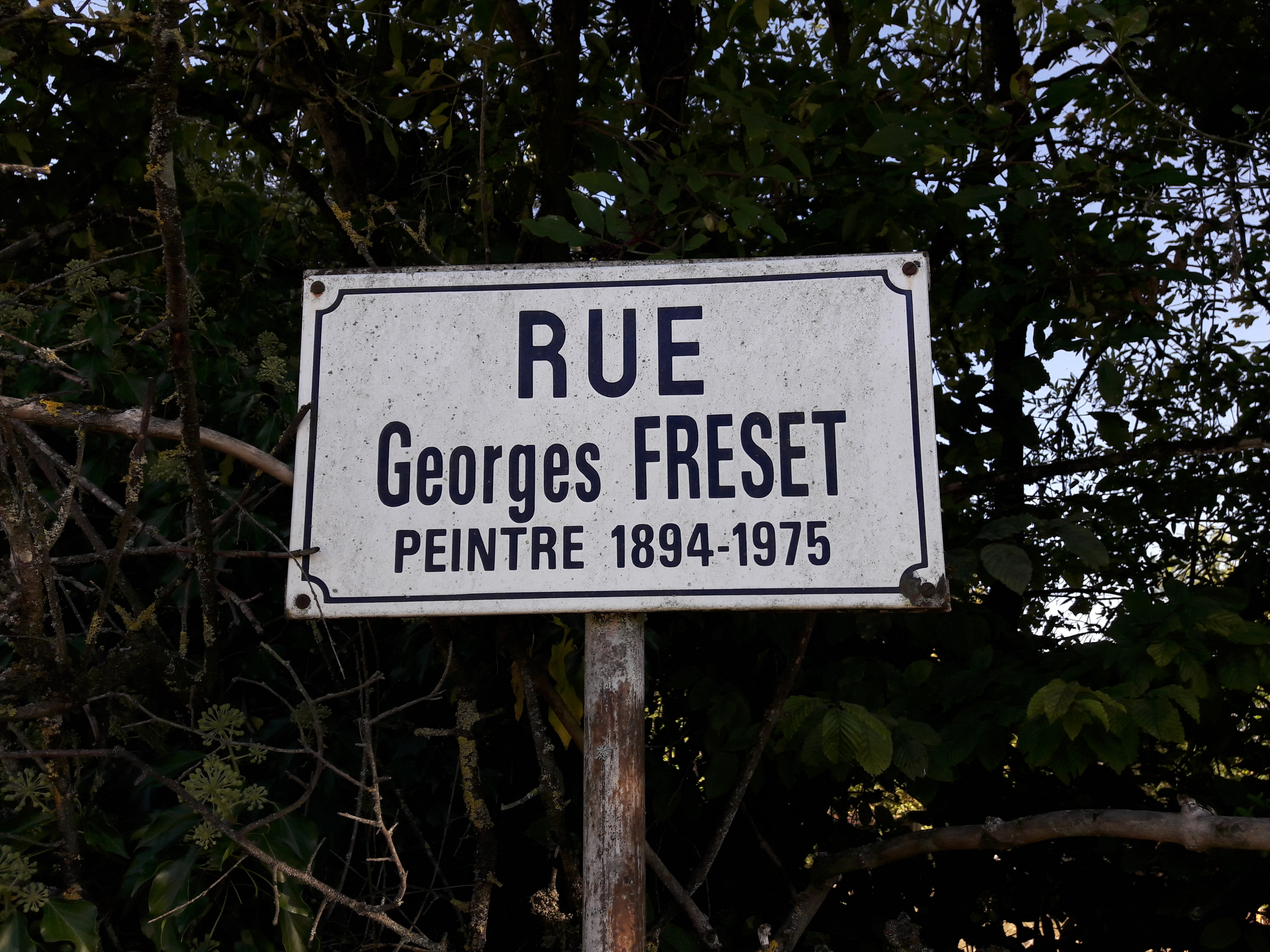
Rue Georges Fréset à Bourbonne-les-Bains.

Jean Chabanon le confirmera, en 1964, dans la revue Le Peintre :

Les rencontres et amitiés que Georges Fréset tisse avec les artistes locaux, sa sensibilité et son amour pour son pays, ont largement inspiré son œuvre[non neutre] naturaliste postimpressionniste.
En 1945, il est mentionné par le critique d'Art Claude Roger-Marx, qui le salue plus tard dans Le Figaro Littéraire. Sa carrière prend une autre dimension. Il présente régulièrement ses œuvres dans les galeries d'art parisiennes, lors d'expositions personnelles.
Cette année 1945, lors de l'exposition « Paysages de premier plan » à la Galerie de l'Art vivant à Paris, Charles Dornier écrit :
En février 1953, la revue Arts  écrit : « Georges Fréset se penche avec amour sur ce monde encore sauvage et pourtant si proche : herbes folles, fleurs des champs et leurs insectes familiers font le thème de ses compositions. Sa main traduit en une riche peinture l'émerveillement de ses yeux. »
Et la même année, Jean Chabanon, critique d'art et fondateur de la revue Le Peintre, dans la préface du catalogue de l'exposition particulière de G. Fréset à la Galerie Chardin à Paris, souligne :  « Quelle aventure hors de l'échelle humaine compose la brosse de cet artiste dont la palette formée de pétales et d'ailes transparentes, est source de lumière. »

En 1955, Georges Fréset s’essaye à la lithographie dans les ateliers de Gaston Dorfinant, à Paris. Il aborde des sujets tels que les papillons, les champignons, les oiseaux, les plantes… 

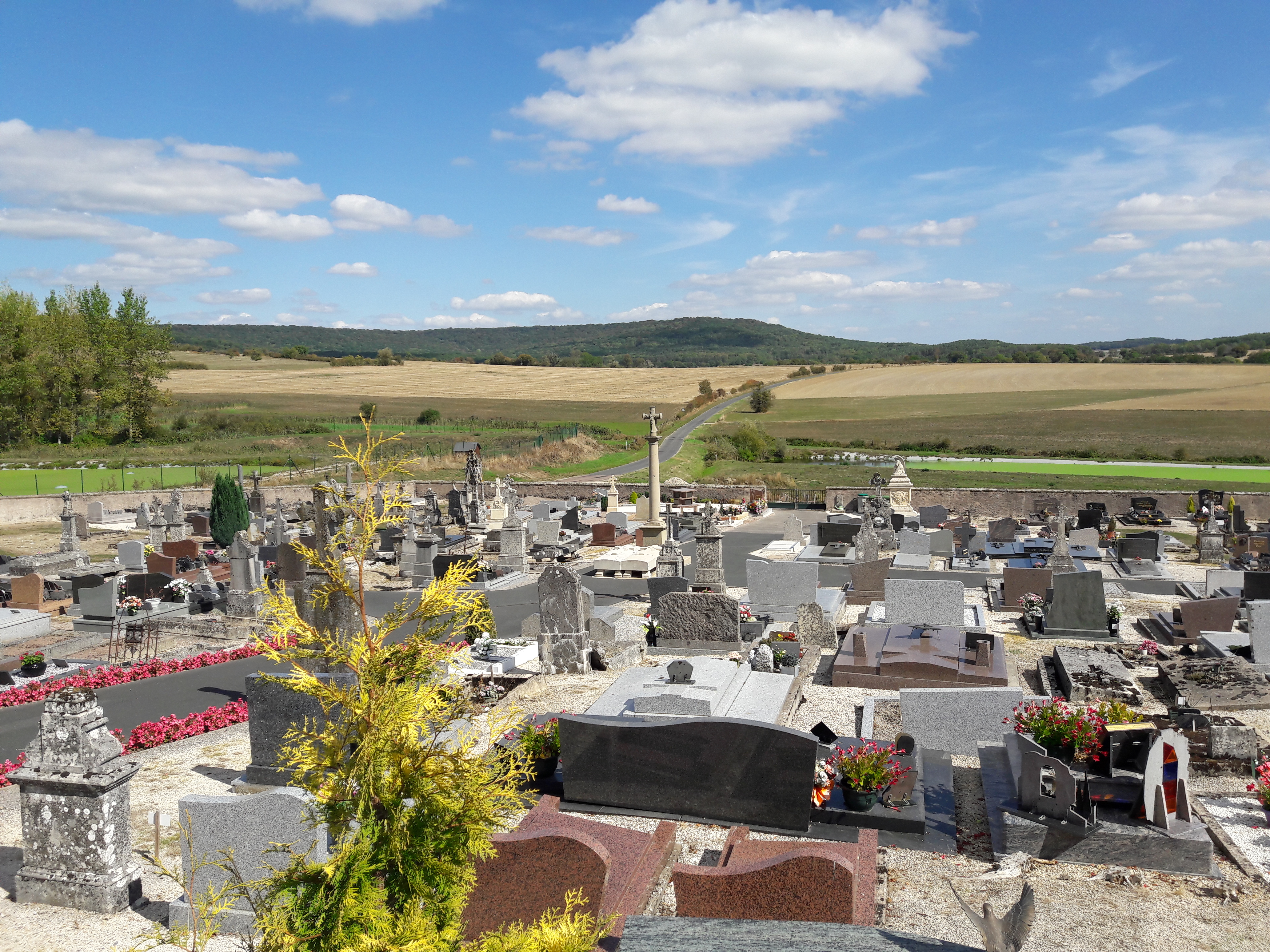
Vue éternelle sur les paysages de Haute-Marne depuis le cimetière de Serqueux.

Il vend plusieurs de ses toiles à l'État[source insuffisante], aux Musées Régionaux[réf. nécessaire], aux Musées Nationaux[réf. nécessaire].  André Parrot, Directeur du musée du Louvre, dira de lui : « Georges Fréset, peintre amoureux de la nature dans toutes ses expressions, des fleurs, des lianes, et tout ce qu'on aperçoit au ras du sol, depuis Albert Dürer, personne n'y avait pensé ! » (24 octobre 1969).  
Il vend aussi à des personnalités comme Romain Gary[réf. nécessaire].
En 1966, un article signé P.B., dans L'Est Républicain, jette un éclairage nouveau sur le choix de ses sujets : 
En 1975, il expose une dernière fois au Salon des artistes français. Il est pris d'un malaise lors d'une promenade dans les bois de Coiffy qui l'a tant inspiré. Il est retrouvé épuisé au pied d'un arbre de cette forêt vosgienne[réf. nécessaire] ; il s’éteint quelques instants plus tard, à Bourbonne-les-Bains, dans sa maison, au 11 rue du Bassigny.
Une rue de sa dernière ville de résidence porte son nom. Il est enterré au cimetière de Serqueux.
Georges Fréset, avant tout peintre naturaliste, a essentiellement peint les paysages et la nature de sa région : plaines vallonnées, montagnes vosgiennes, villages perchés, mais aussi et surtout sous-bois, mousses, plantes, fleurs, animaux et insectes. Une partie de son œuvre a été léguée au Musée de Bourbonne-les-Bains par sa fille, Marguerite Lambret-Fréset.
« Nous devons garder en mémoire Georges Fréset ce peintre intimiste de la nature qui nous la révèle dans ce qu'elle a de plus vivant et souvent de plus somptueux. Toute son œuvre jette un regard nouveau sur le monde végétal et sur l'environnement que nous devons aussi sauvegarder. » dira Henri Troisgros lors de la rétrospective de 1994 Georges Fréset, gravures, peintures, dessins, au Musée municipal de Bourbonne-les-Bains.

## Œuvre

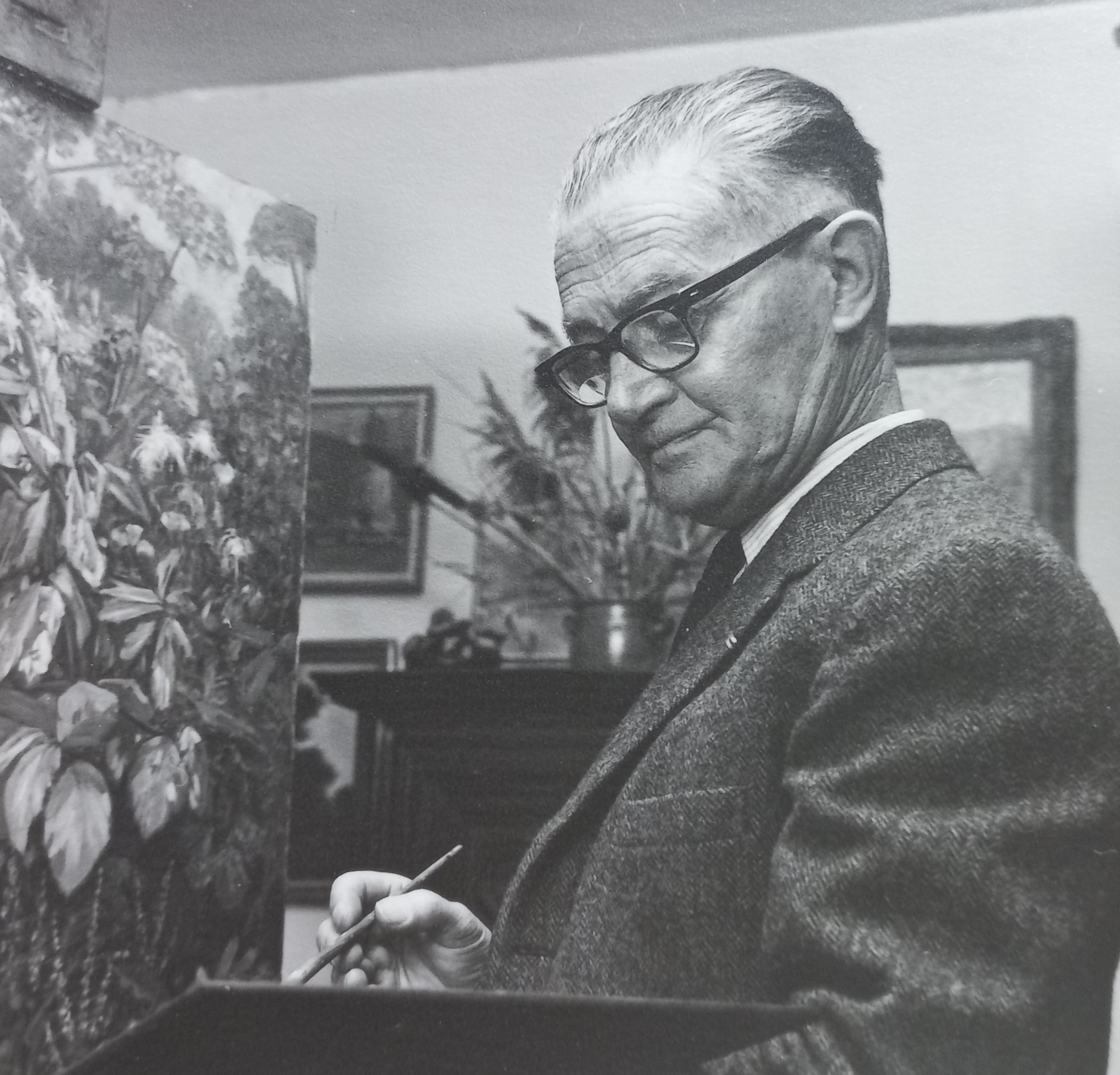
Photo de Georges Fréset peignant un sous-bois.

Les paysages sont composés d'ensembles de montagnes, de collines, de plaines vallonnées du massif des Vosges, mais aussi de petits villages et de sous-bois.

### Paysages
Durant les années où il réside aux Larmets, Georges Fréset se tourne tout d'abord vers la représentation des paysages du Sud des Vosges, ce qui lui vaudra le nom du « paysagiste des Vosges Saônoises ». Sa peinture postimpressionniste se caractérise par une grande minutie.[source secondaire souhaitée].
Françoise Haudidier, Conservateur du Musée Charles de Bruyères de Remiremont, le dira lors de l'exposition « Hommage à Georges Fréset » en 1987 : 

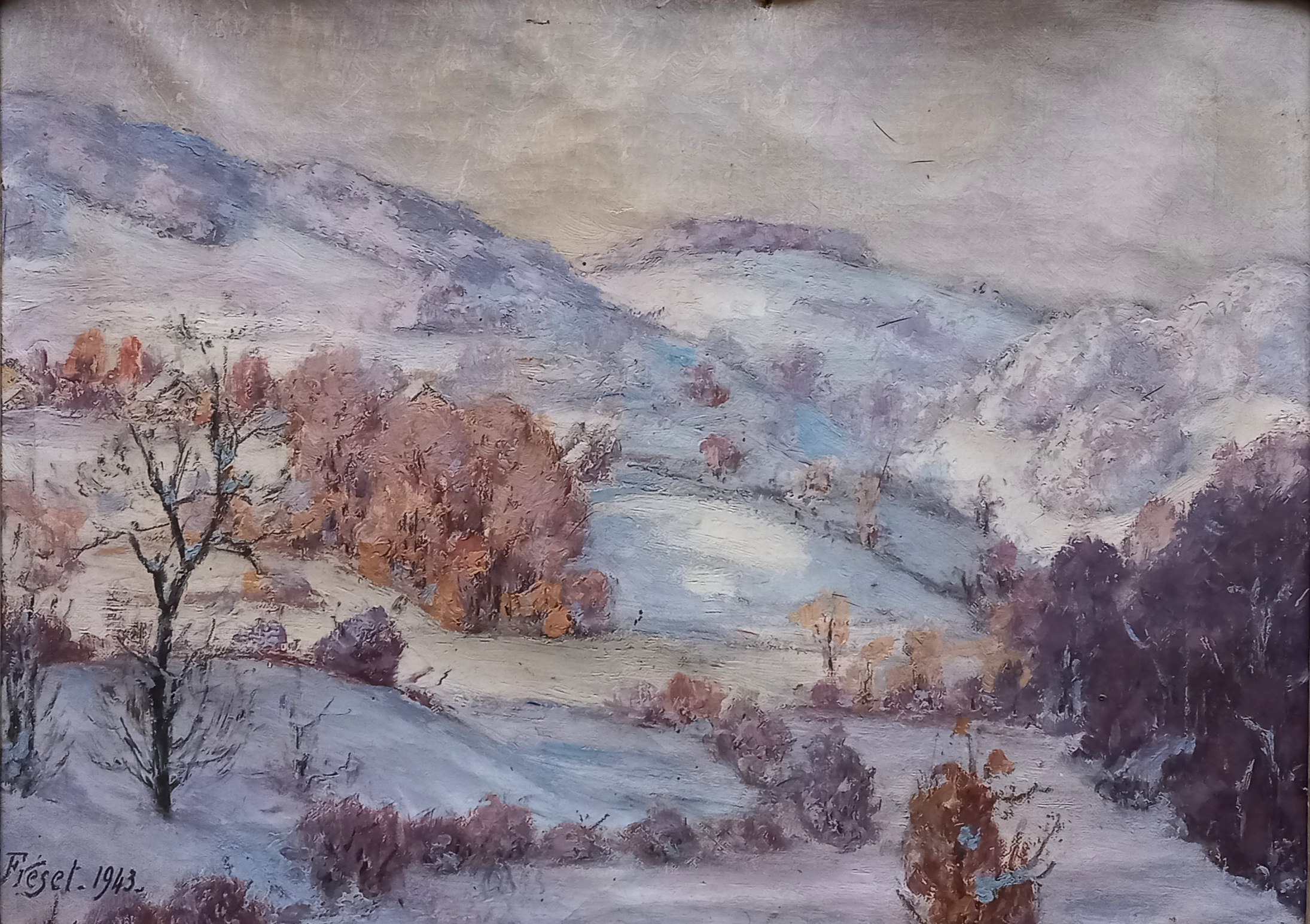
Paysage de neige.
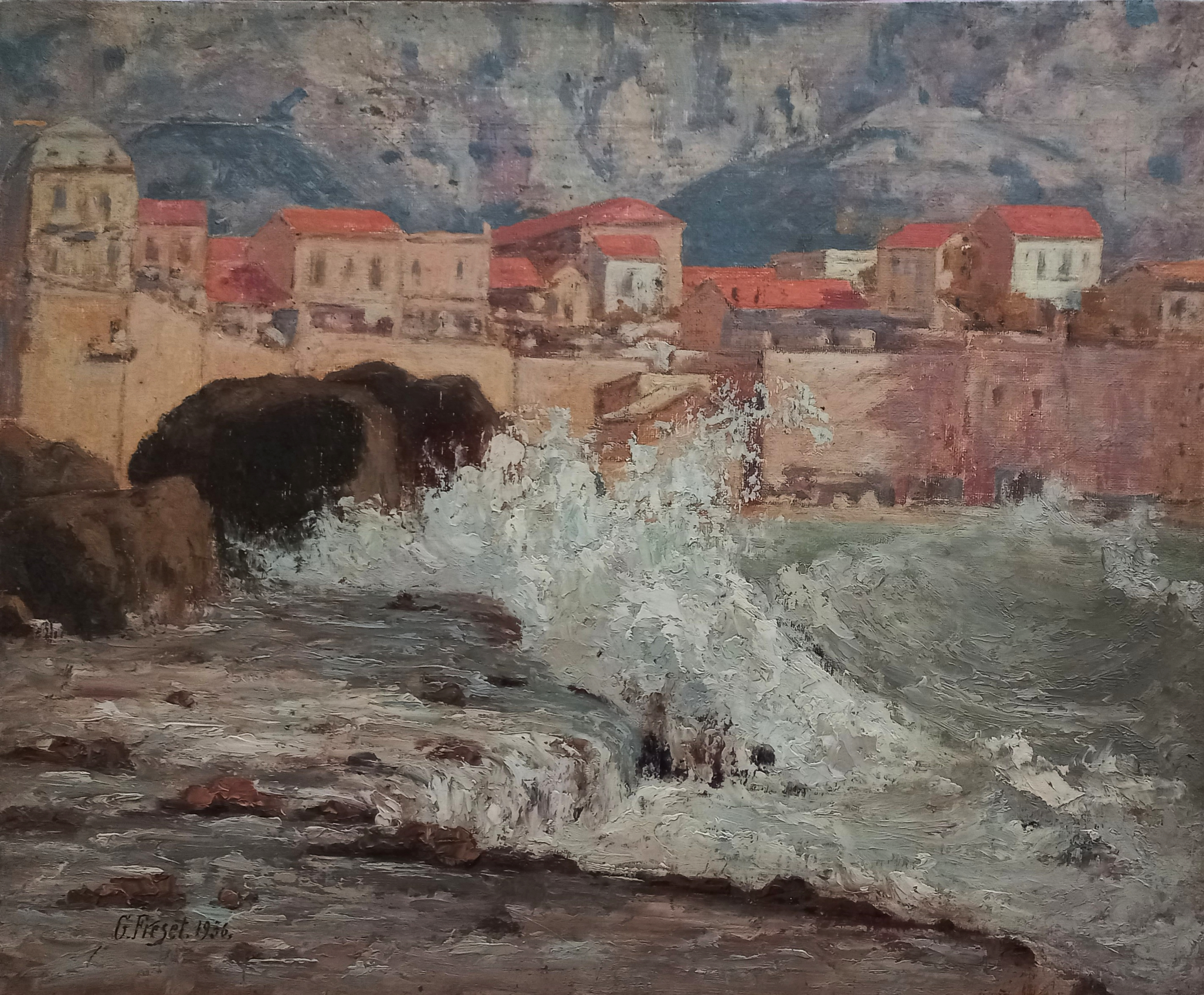
La vague - La madrague. 1936.
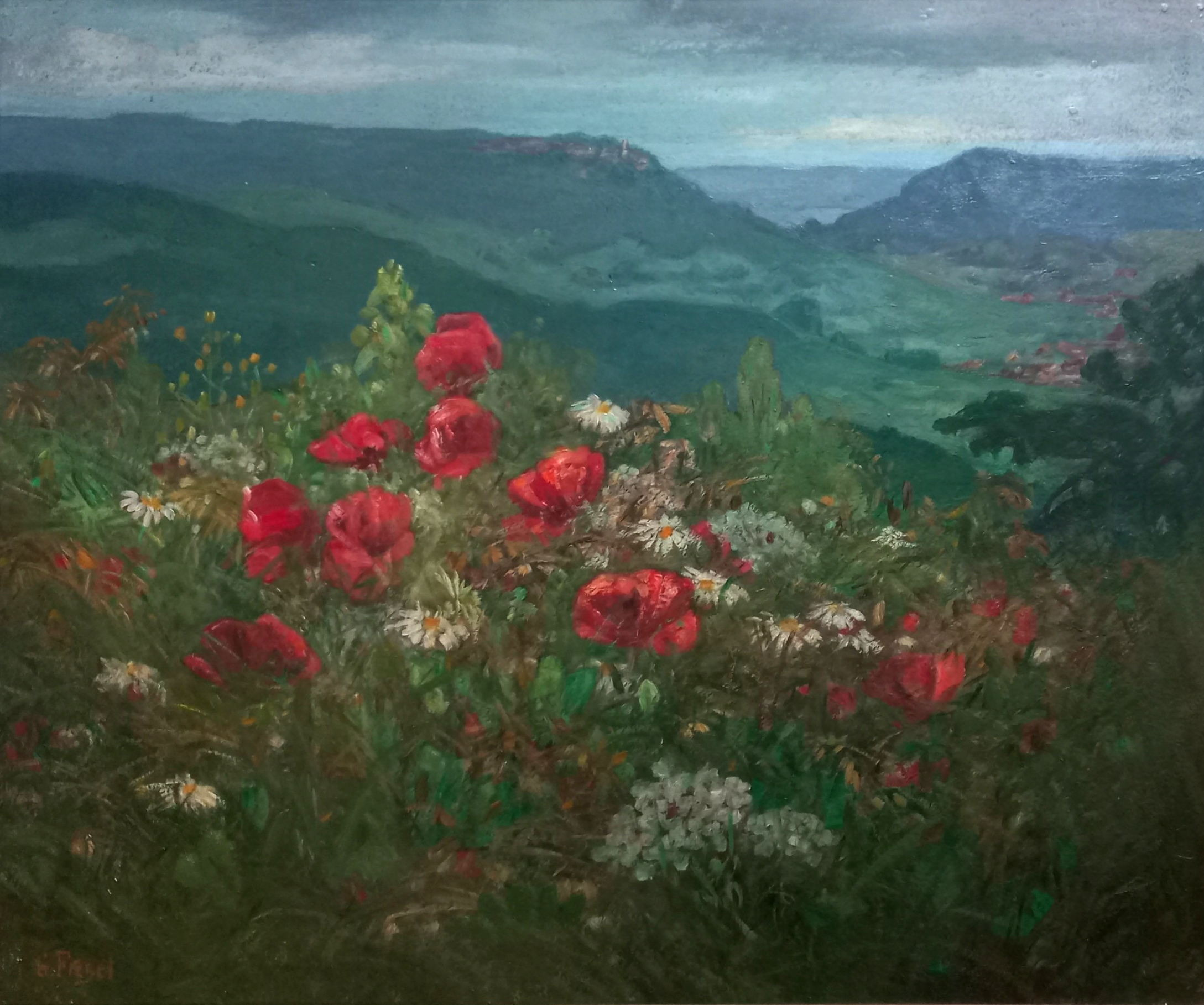
Coquelicots devant la vallée.
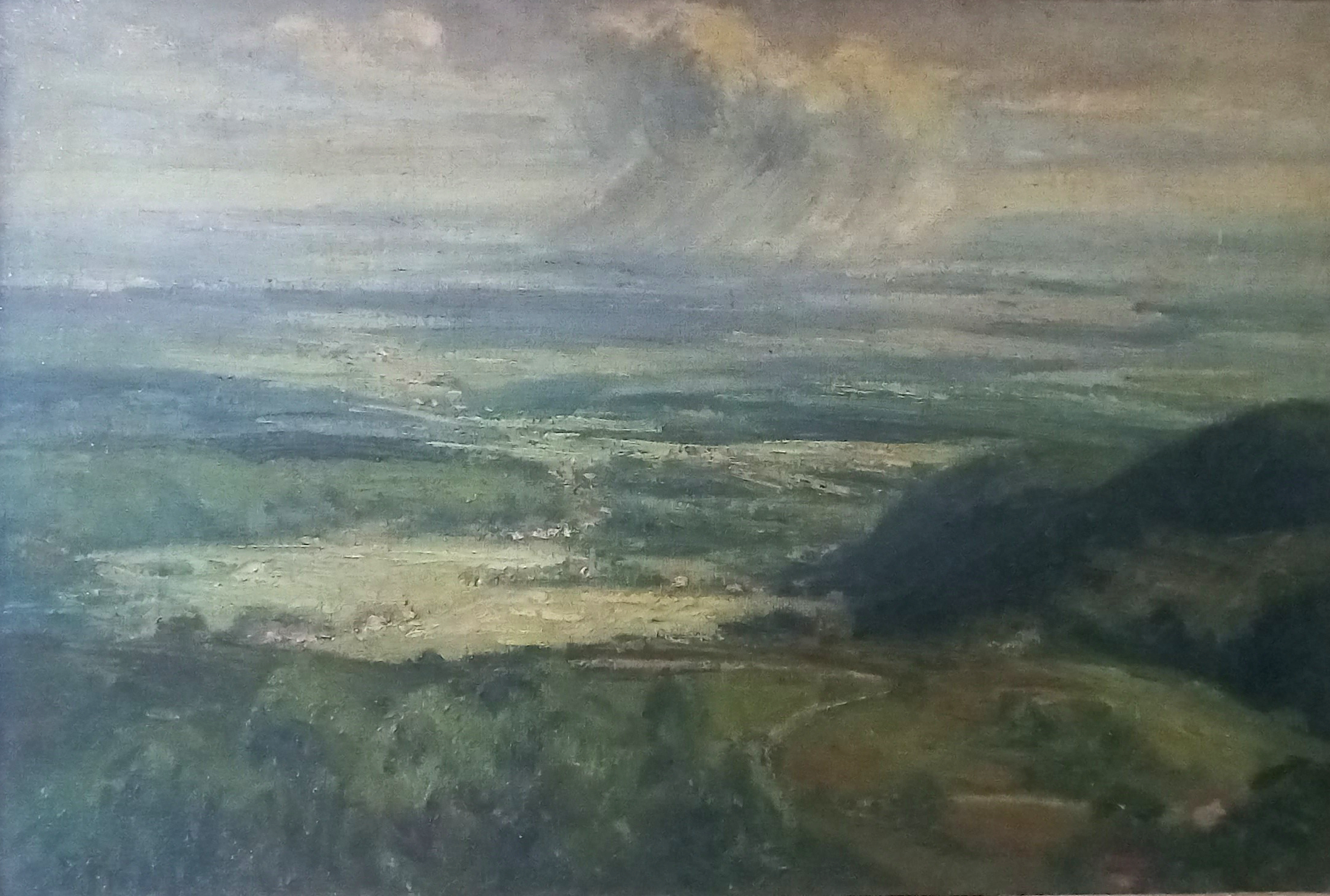
Panorama du col de la Chevestraye - Haute-Saône.
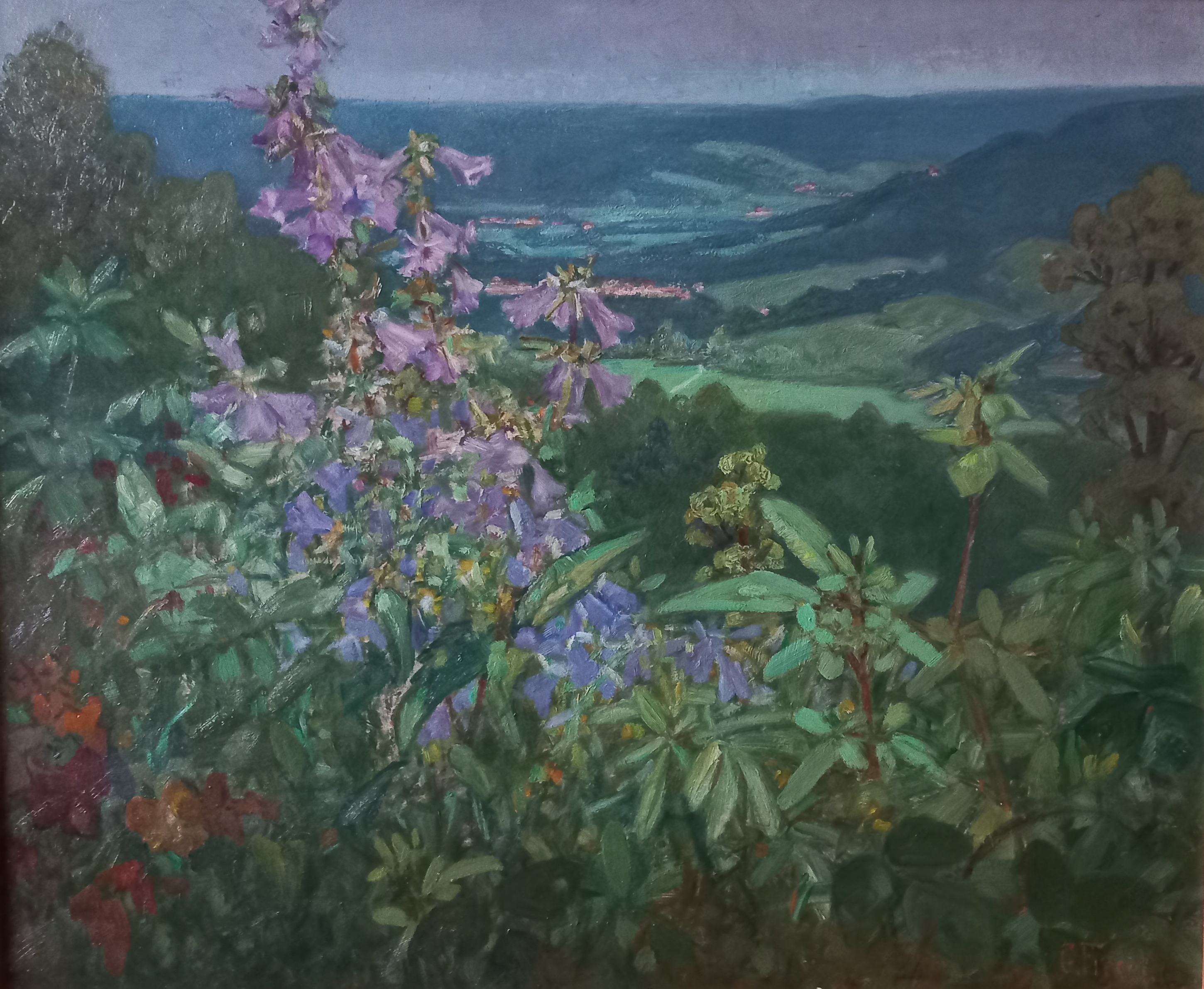
Mauves devant la vallée.

### Gravures et illustrations
Georges Fréset, dans les années 1940, s’intéresse à la gravure sur bois, puis à la lithographie[source secondaire souhaitée].
Georges Eugène Fréset a travaillé pour le journal Le Pays Comtois et auprès de son ami écrivain Marcel Donjon :
- Bois gravés de Georges Fréset dans Les Caresses de Marcel Donjon, 1937[10] ;
- Bois gravés de Georges Fréset dans Geneviève Desforêts - Institutrice de Village de Marcel Donjon.-

### Sous-bois et botanique
À l'occasion de son installation à Bourbonne-les-Bains en 1945, il décide de peindre ses sujets au ras du sol, des gros plans rapprochés pris dans les champs et les bois. Il propose dès lors un univers constitué de fleurs, branches, de mousses et de souches.
Ses peintures du monde des sous-bois des forêts vosgiennes restent le cœur de son œuvre. Il se qualifiera lui-même « peintre des fleurs champêtres et sylvestres ».
Claude Roger-Marx le décrit ainsi, dans le Figaro Littéraire du 5 août 1965 : 

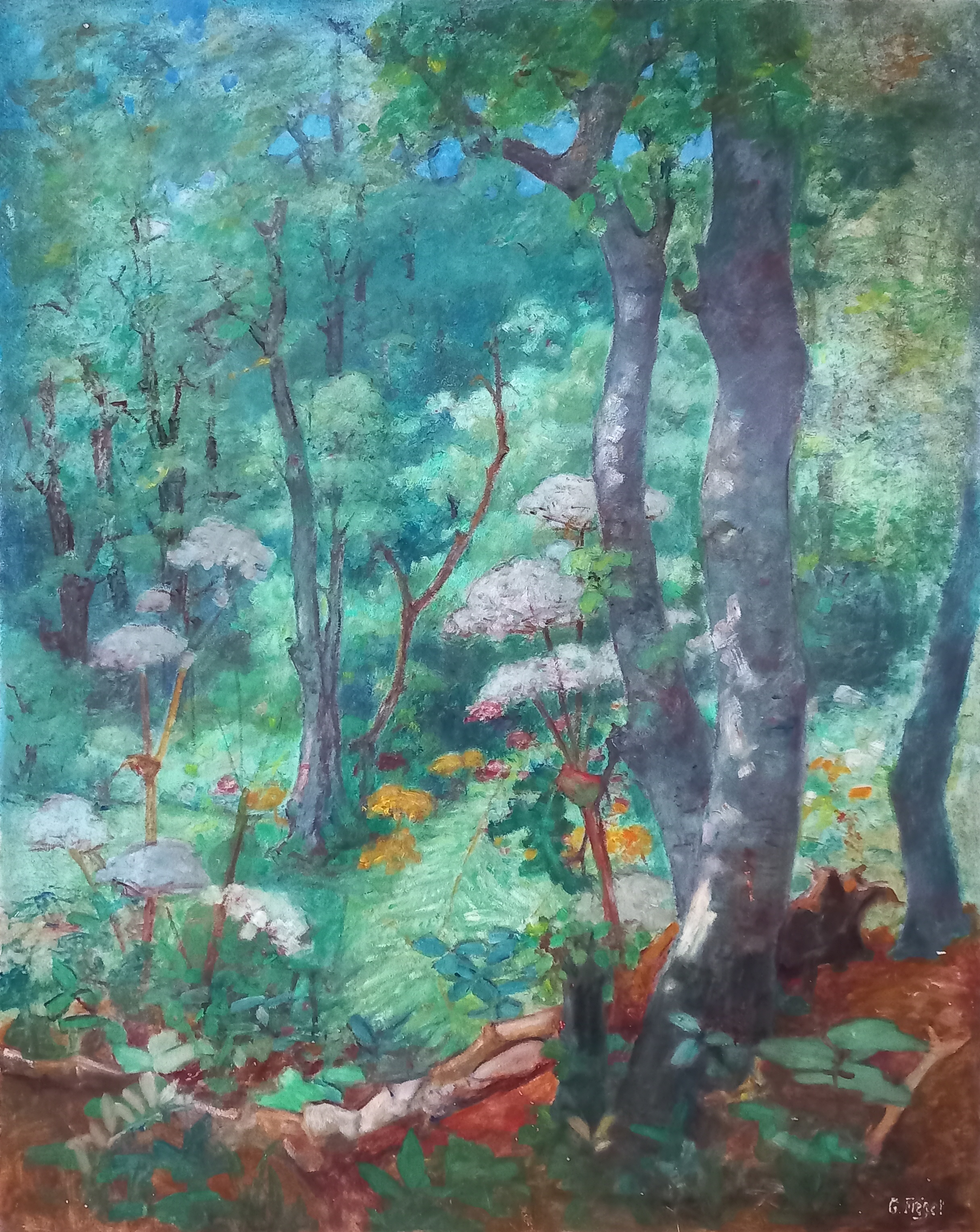
Forêt haut-saônoise en été.
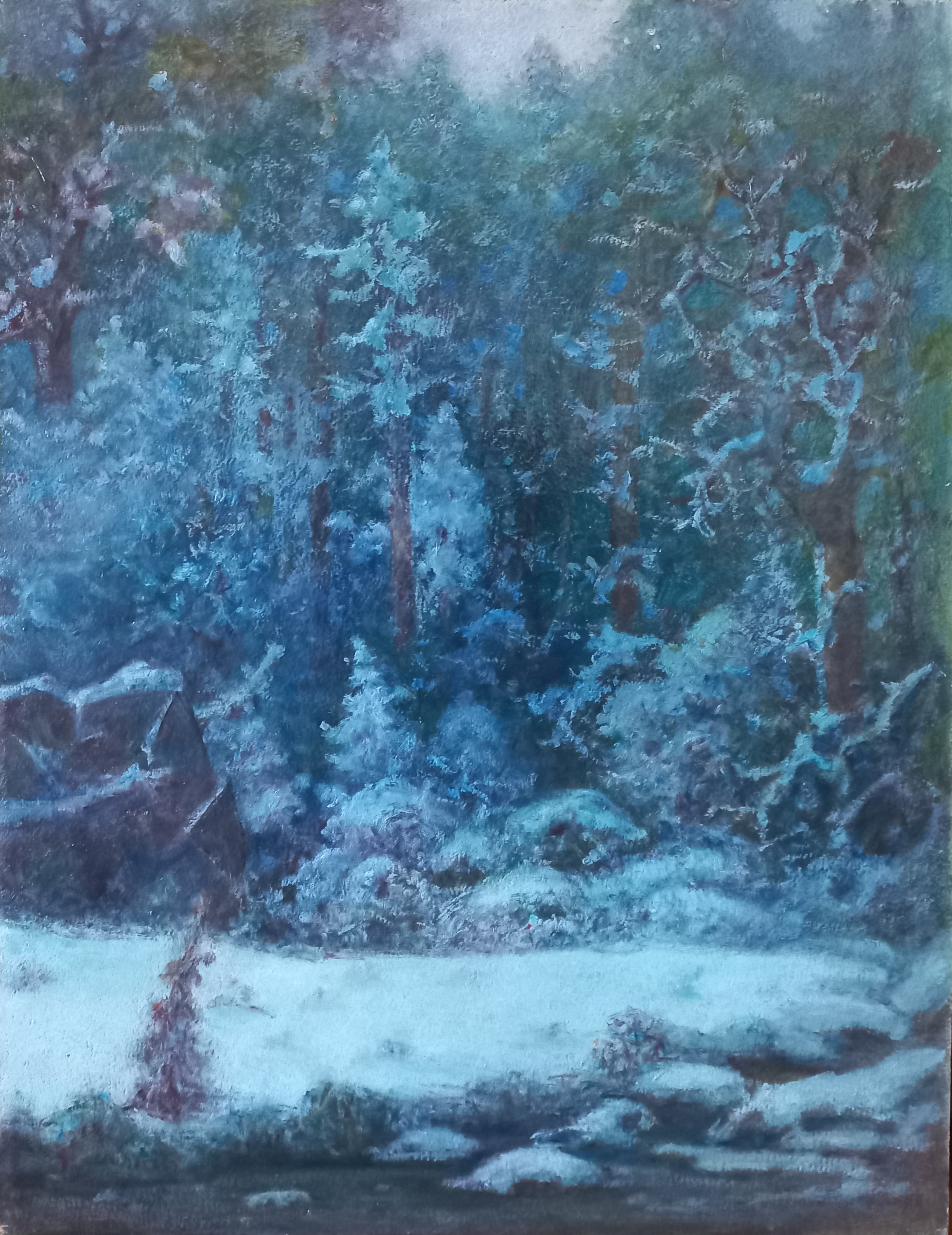
L'hiver en forêt.
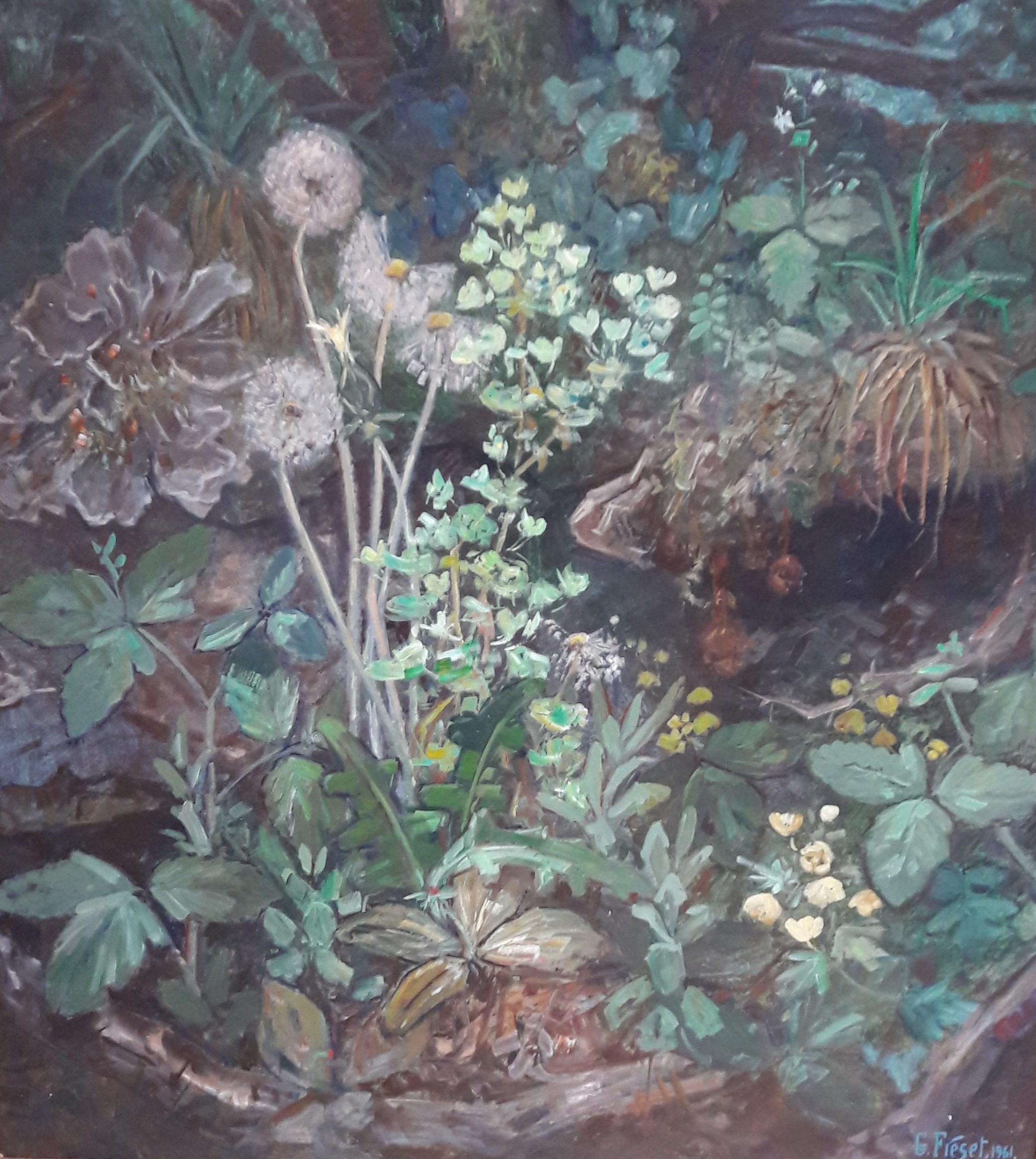
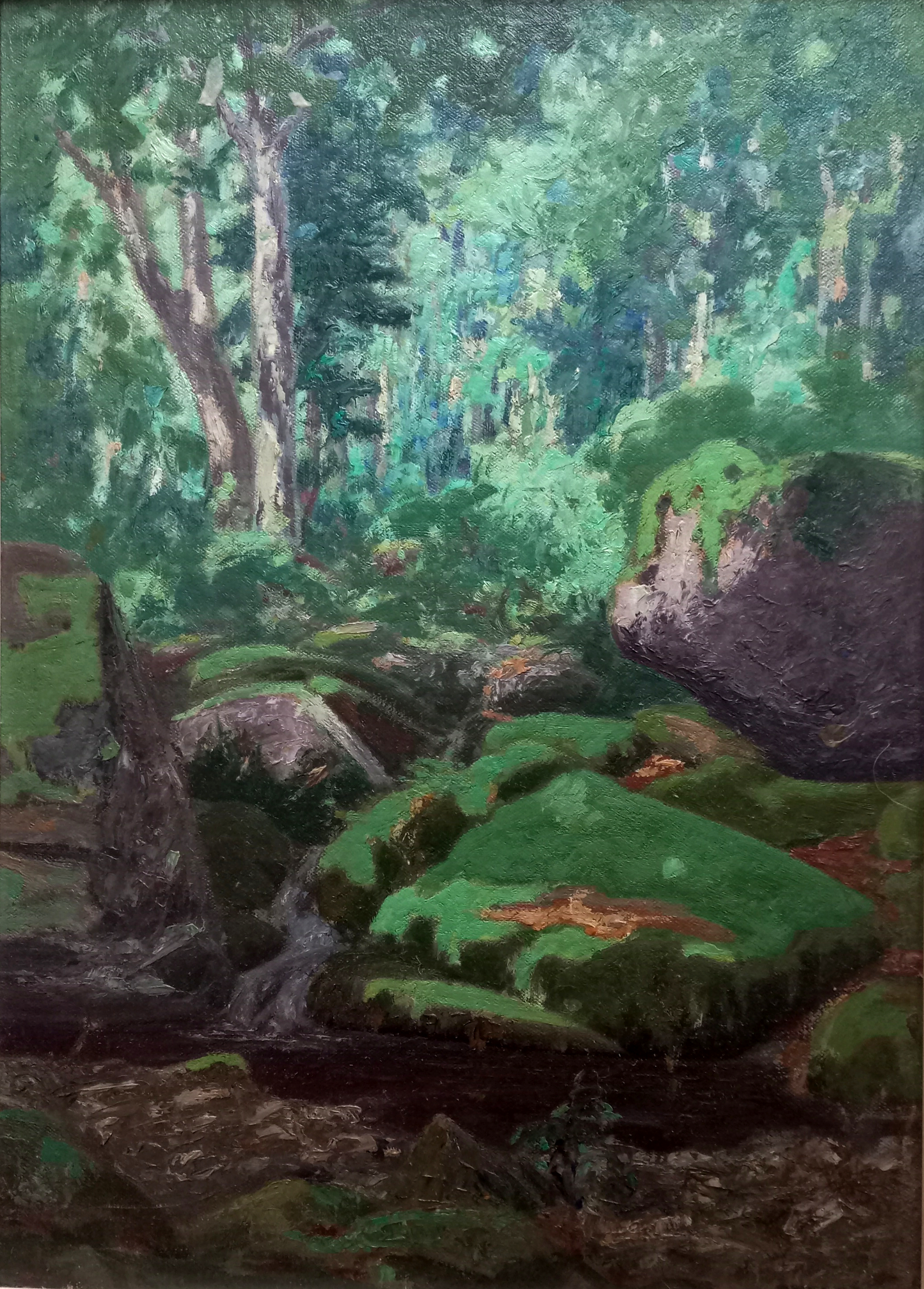
Rochers dans la forêt de Safroy - Fresse. 1941.
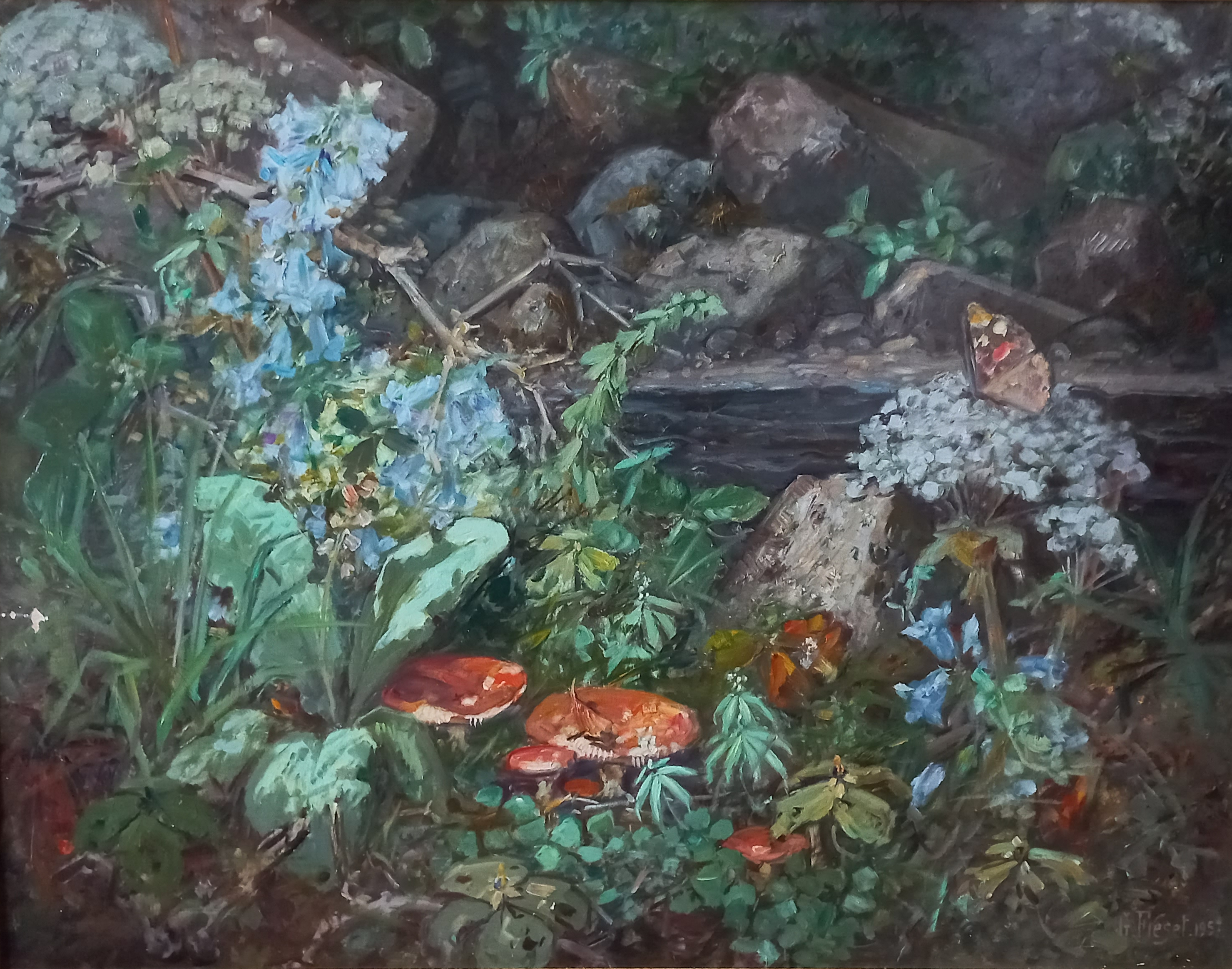
Champignons et Campanules. 1957.
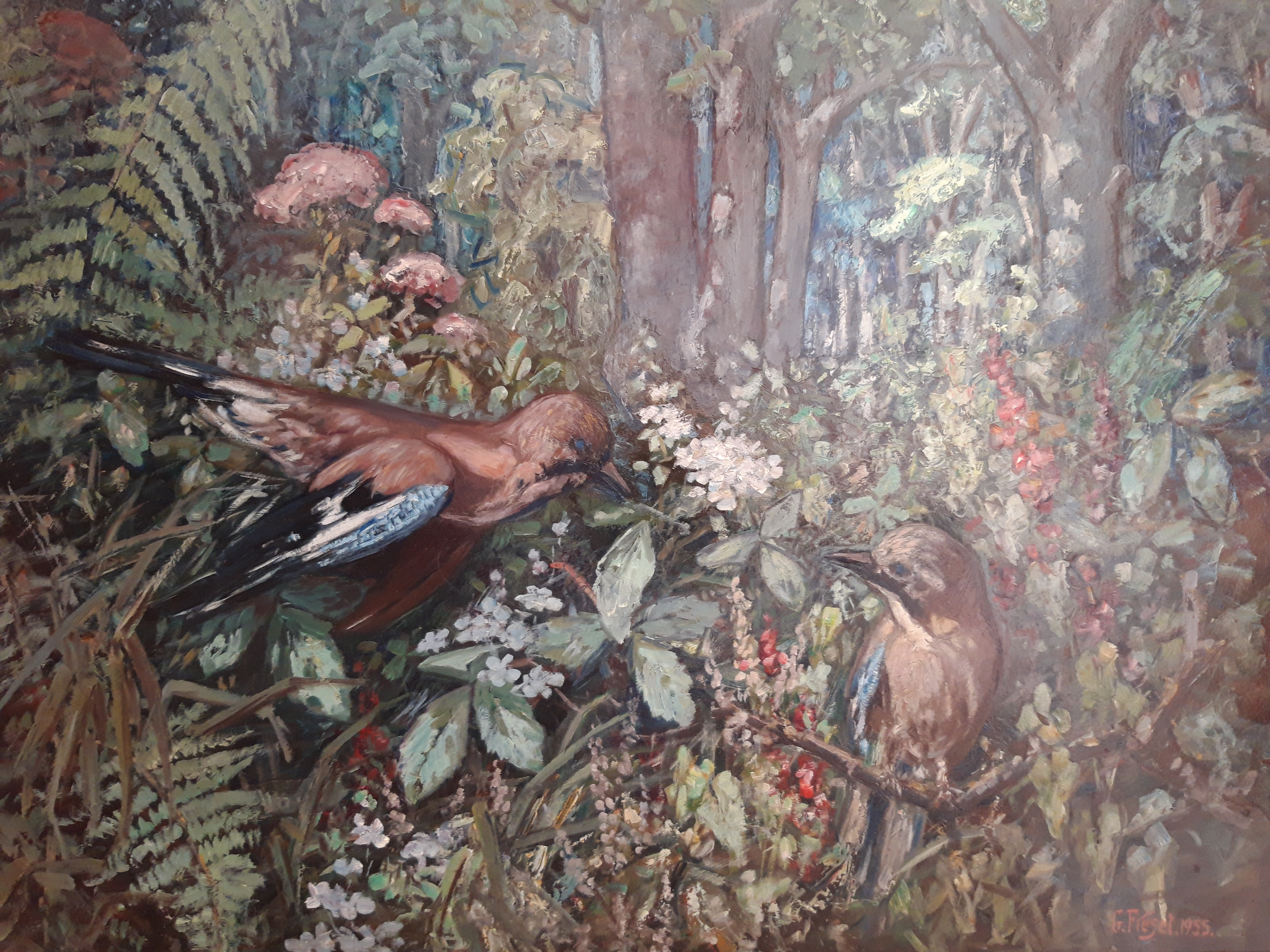
Sous-bois, geais bleus, 1955.
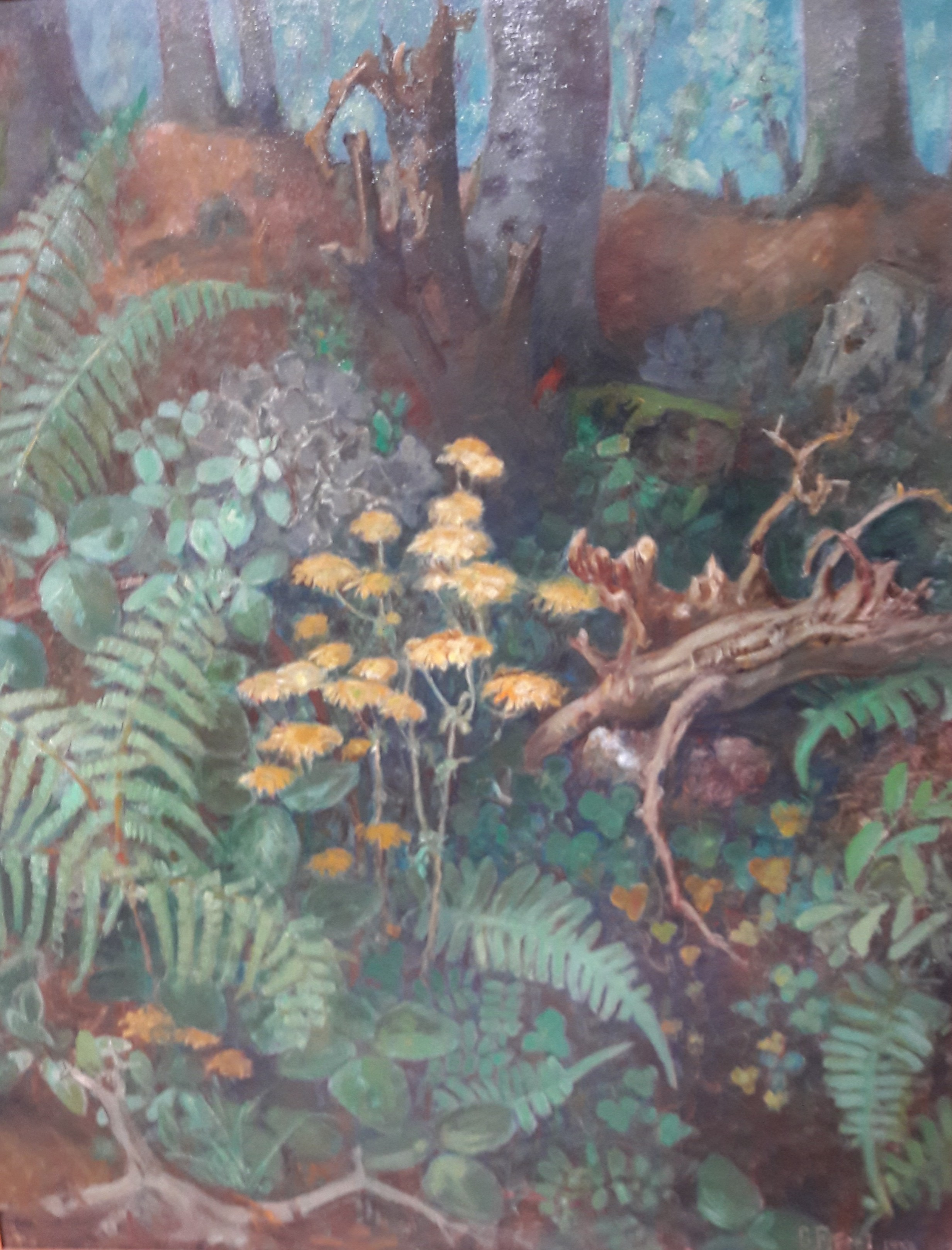
Fleurs des sous-bois, 1958.

### Natures mortes et abstraits
Il a également peint des natures mortes, et s'est essayé à la peinture abstraite, tout en conservant des références végétales dans ses compositions.
Arts, en 1963, caractérisait déjà son pinceau : « Le dessin souple et recherché donne à un détail l'importance qu'il lui plait. Le pinceau est vif et subtil, les coloris frais et charmants. L'homme d'expérience a su conserver l'attachante ingénuité d'un regard d'enfant. La puissance d'émerveillement est intacte. Ce sont ces surprenantes et lucides audaces qui ont retenu l'attention du public à la Galerie Charpentier. »

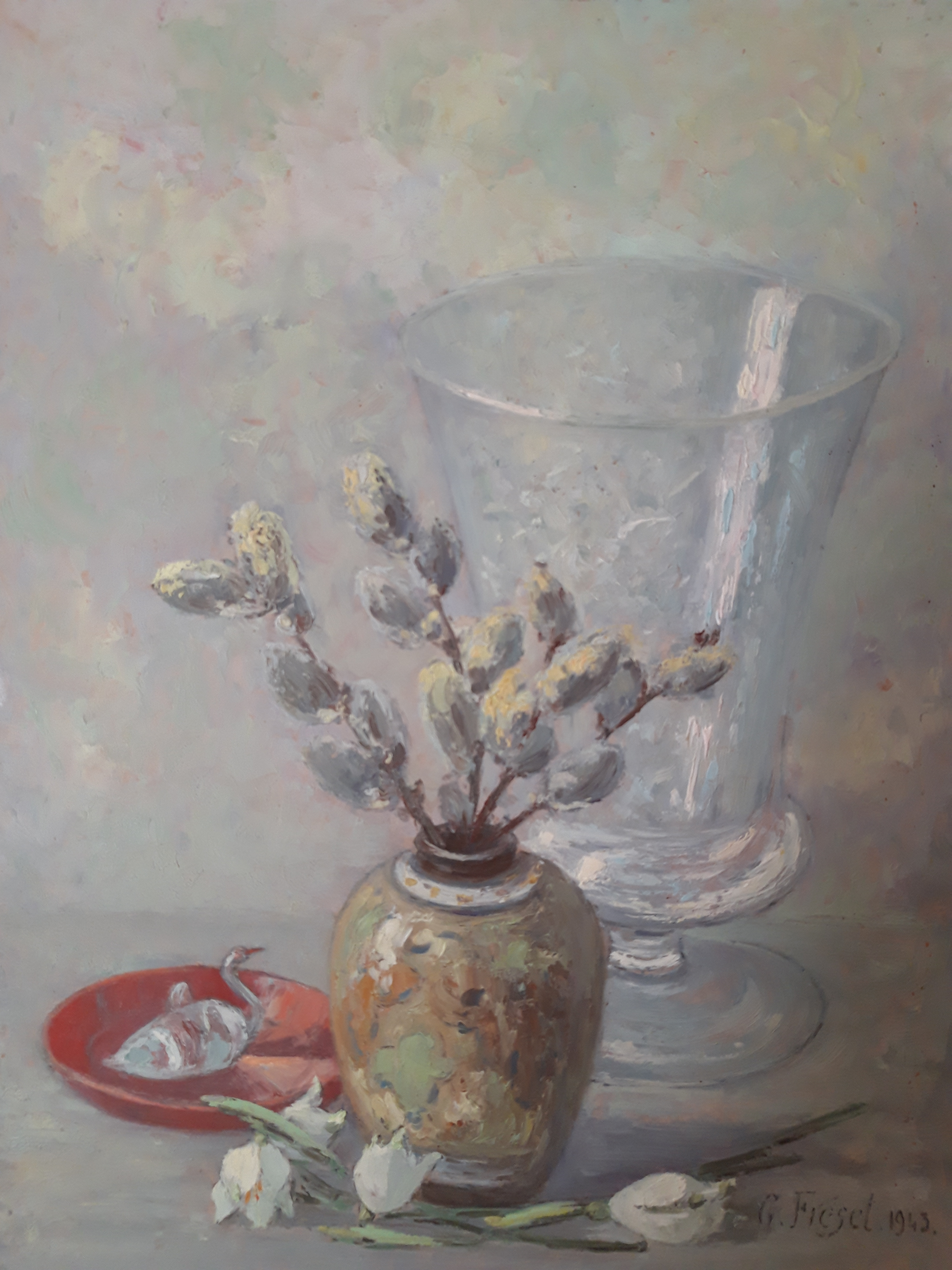
Nature morte, 1943.
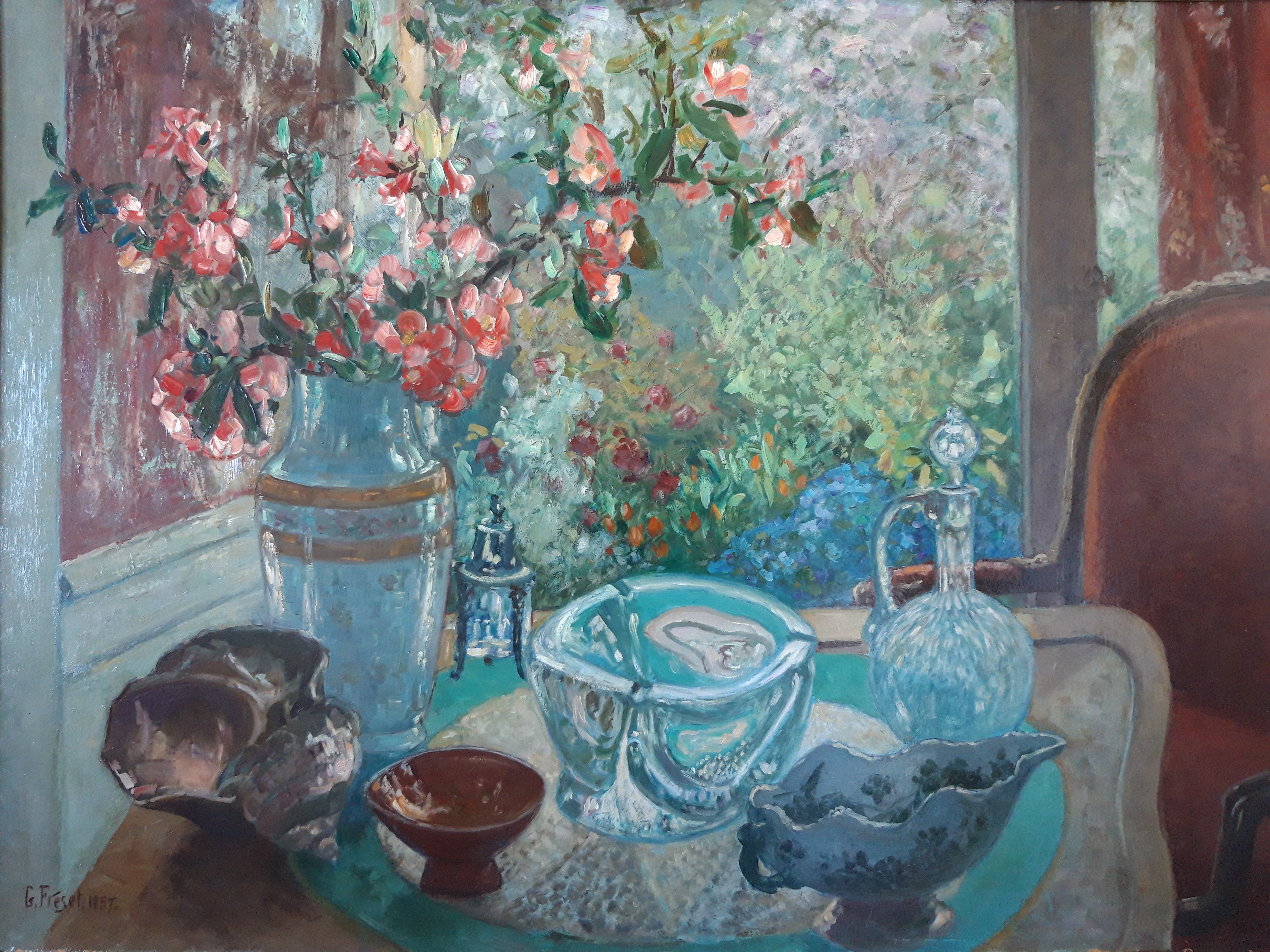
Nature morte, 1957.
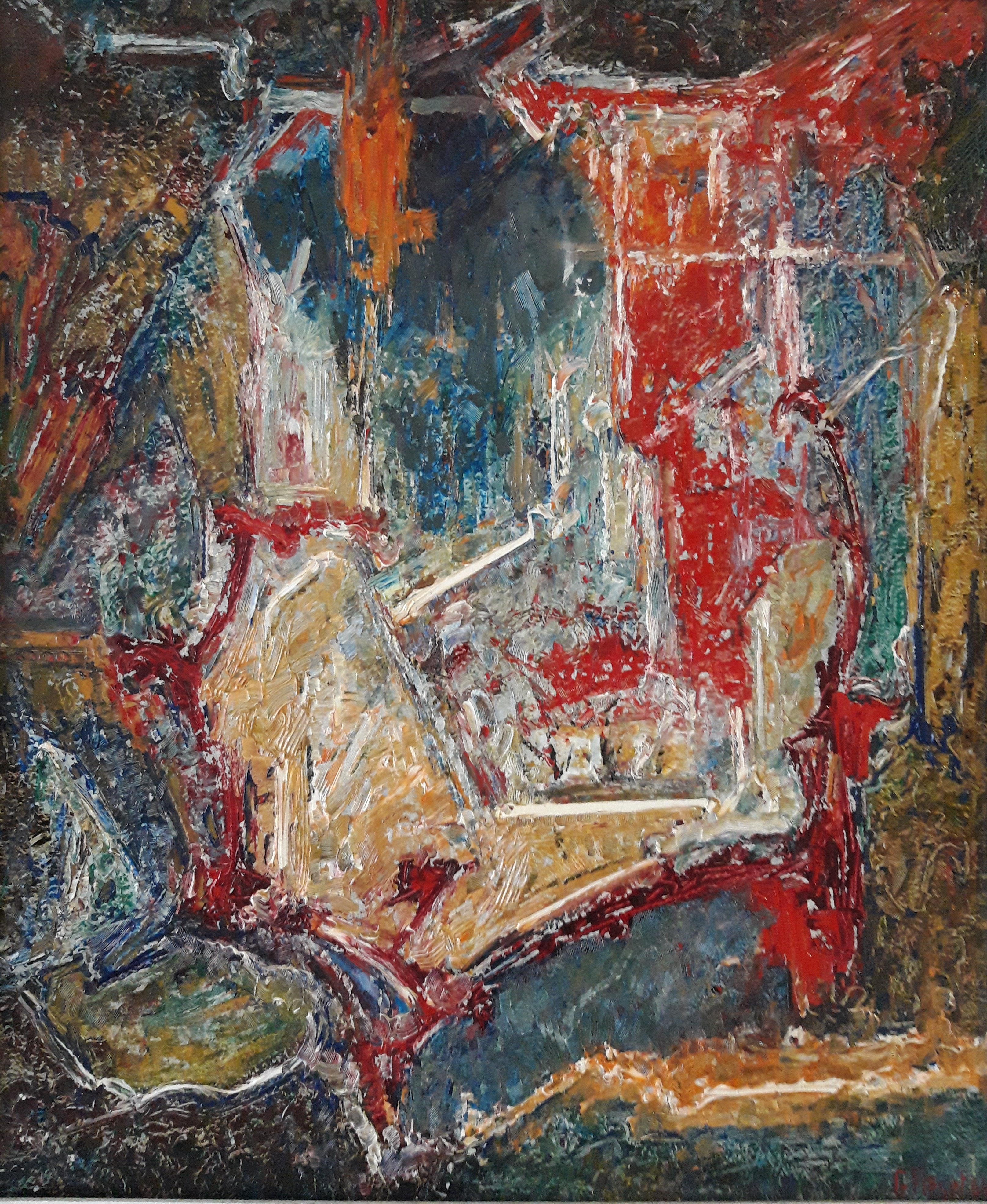
Abstrait, 1964.

## Expositions
Georges Eugène Fréset a exposé dans des musées de Franche-Comté à Langres, Vesoul, Luxeuil-les-Bains, Bourbonne-les-Bains, aux Salons des artistes français annuels, ou dans les Galeries d'art à travers des expositions collectives ou personnelles.

### Expositions collectives
- 1927 : en tant que membre de la « Société Artistique de la Haute-Marne »[16][réf. à confirmer], il expose chaque année à Langres ; le jury de 1935 lui décerne une médaille d’or.
- 1928-1939 : il participe au Salon des Artistes français à Paris[8].
- 1933 : exposition à Vesoul aux côtés de ses amis André Beuret, Maurice Ehlinger, César Mammes, André Roz[17]
- 2018 : exposition Fleurs et Bouquets au musée Georges-Garret de Vesoul[18][réf. à confirmer].

### Expositions particulières
- 1945 : première exposition particulière à Paris en janvier.
- 1953 : exposition à la galerie Chardin à Paris.
- 1954 : exposition particulière à la Salle Gaveau à Paris.
- 1959 : exposition particulière à la galerie André Maurice à Paris.
- 1972 : exposition particulière à Nancy.
- 1984 : première rétrospective de l'œuvre de Georges Fréset au musée Georges-Garret de Vesoul[19].
- 1987 : exposition Hommage à Georges Fréset au musée Charles-de-Bruyères de Remiremont en 1987.
- 1994 : une rétrospective lui est consacrée G. Fréset, gravures, peintures, dessins au Musée municipal de Bourbonne-les-Bains[15].

## Œuvres dans la collection publique

### Expositions permanentes
- Exposition permanente du Musée de Bourbonne-les-Bains[14].
- Exposition permanente au Musée de La Tour des échevins de Luxeuil-les-Bains.

### Musées possédant des œuvres de Georges Fréset
- Musée des Beaux-Arts de Belfort.
- Musée des Beaux-Arts et d'archéologie de Besançon.
- Musée de Bourbonne-les-Bains.
- Musée d'Art et d'Histoire de Chaumont.
- Musée départemental d'art ancien et contemporain d'Epinal.
- Musée Baron Martin de Gray.
- Musée Minal de Héricourt.
- Musée de La Tour des échevins de Luxeuil-les-Bains.
- Musée du Château de Montbéliard.
- Musée Louis Français de Plombières.
- Musée Jean-Léon Gérôme de Vesoul.
- Musée Charles de Bruyères de Remiremont.

## Distinctions
- Croix de guerre 1914-1918
- Médaille militaire
- Médaille commémorative d'Orient

### Ventes notables
- 1975 : l'année de sa mort, l'État se porte acquéreur de Paysage Haut Marnais[6].